# Río Komati
El río Komati (en portugués:Incomati), nace en la provincia sudafricana de Mpumalanga y desemboca a la altura de punta de Macaneta en la bahía de Maputo. 

## Características
Discurre hacia el este, descendiendo por una meseta, cortando un valle de 900 metros de profundidad en el noroeste de Suazilandia, antes de alcanzar la cordillera Lebombo. En este punto, se le une el río Cocodrilo y corta otra valle, el Komatipoort, de 210 metros de profundidad, a través de la cordillera. Luego, atraviesa la frontera de Mozambique y desemboca en la bahía de Maputo. Próxima a la desembocadura del río, se encuentra la isla de Xefina.

## Represa
Suazilandia y Sudáfrica colaboraron en un proyecto común para construir la presa de Maguga en este río cuya agua se aprovechará para el riego y se utilizará para la generación de energía eléctrica.